# Körnebach
Der Körnebach ist ein zum Lippeverband gehörender Bach, der sich in Alt-Scharnhorst aus zwei kleinen Gräben bildet. Er durchfließt das Klärwerk in Scharnhorst und bekommt dadurch einen relativ großen Durchfluss, da das Klärwerk zwei Abwasserläufe klärt und das geklärte Wasser in den Körnebach leitet.

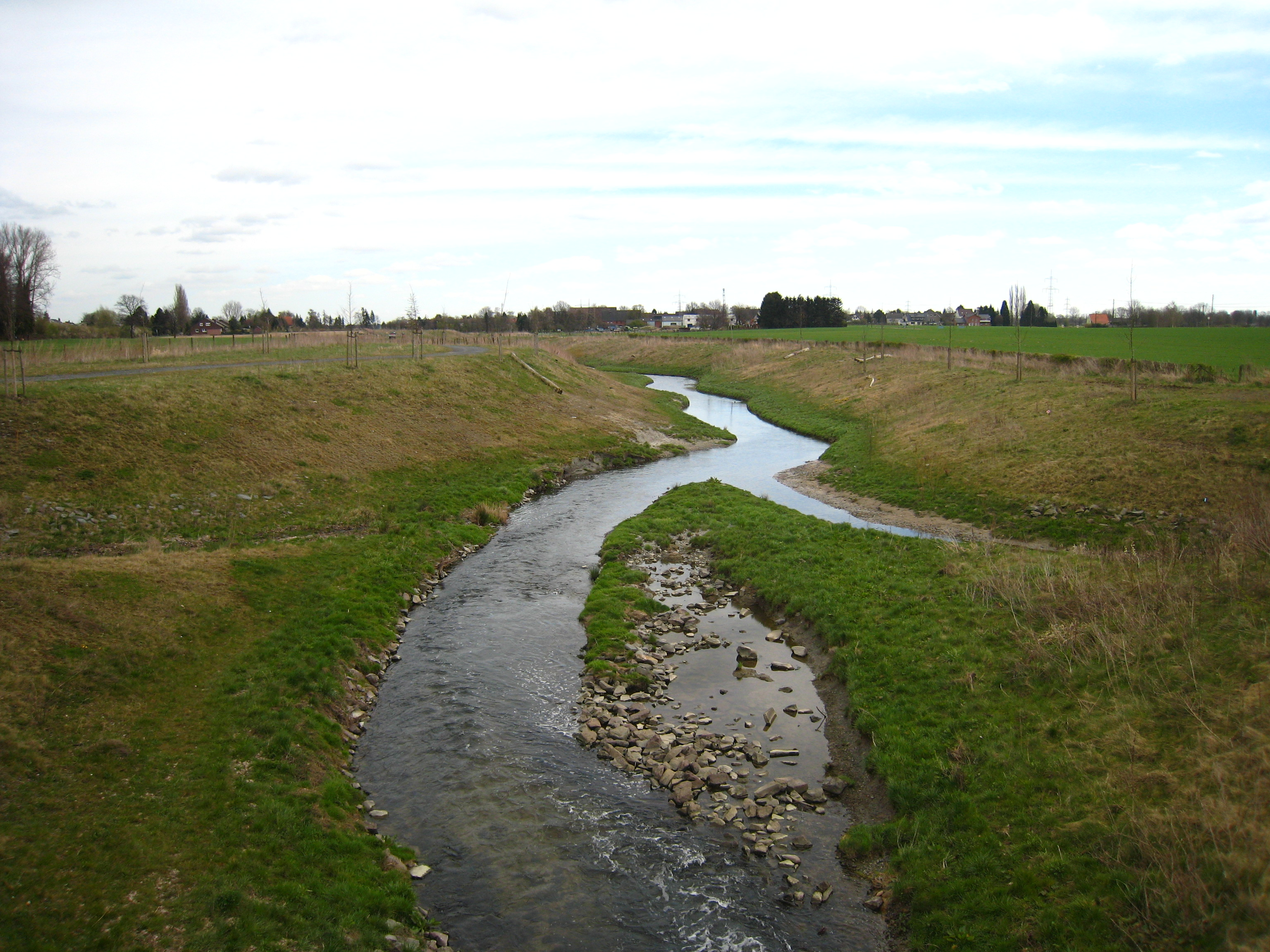
Zusammenfluss von Körnebach und Heimbach vor Wasserkurl

Der Körnebach mündet bei Kamen in die Seseke und hat damit eine Länge von 12,9 Kilometer. Der Bach hat insgesamt drei Zuflüsse, allesamt renaturierte Abwasserläufe.
Im Jahre 1926 wurde der Körnebach für die offene Abwasserentsorgung ausgebaut. Bis 1996 war der Körnebach ein reiner Abwasserlauf, da das Klärwerk Scharnhorst vorher noch nicht in Betrieb war. Das ungeklärte Wasser wurde schließlich in die Seseke geleitet, die in Lünen in die Lippe mündet.
1998 wurde der Körnebach im Rahmen des Sesekeprojekts gereinigt und naturnah wiederhergestellt. Dies fand in fünf Stufen statt. Seit Anfang 2006 ist der Körnebach ein Reinwasserlauf, der die Entwicklung der Tier- und Pflanzenwelt in der Nähe des Baches verbessert.